# Cathy Jordan

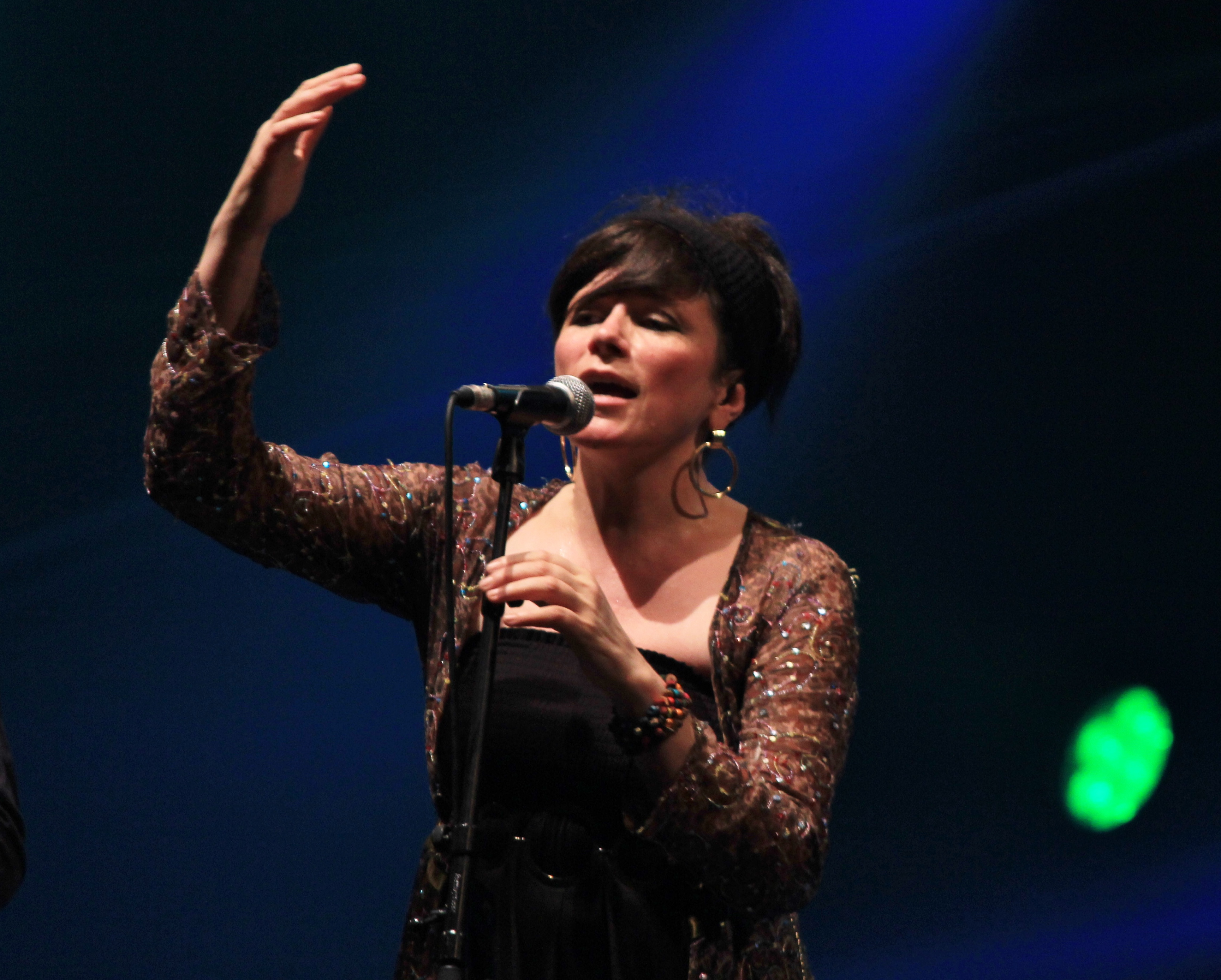
Jordan in 2014

Cathy Jordan is een Ierse zangeres, zij is ook bespeelster van de bodhrán. Zij komt uit  Scramogue, County Roscommon, Ierland. Cathy begon al vroeg met het zingen van traditionele liederen, geïnspireerd door haar vader. In 1990 kwam zij als zangeres bij de bekende folkband Dervish en bleef daar tot nu zingen.

## Discografie
- A Healing Heart - 2005
- Spirit - 2003
- Decade – 2001
- Simpatico – 2003
- Midsummers Session – 1999
- Live in Palma – 1997
- End of the Day – 1997
- Playing with Fire – 1995
- Harmony Hill – 1993